# Santiago Beltrán Rueda
Santiago Beltrán Rueda (Barcelona, 6 d'octubre de 1964) és un jugador d'escacs català, que té el títol de Mestre Internacional des de 2010. És membre del Penya d'Escacs Casino Prado Suburenc.
A la llista d'Elo de la FIDE de l'octubre de 2020, hi tenia un Elo de 2312 punts, cosa que en feia el jugador número 219 (en actiu) de l'estat espanyol. El seu màxim Elo va ser de 2441 punts, a la llista de l'octubre de 2007 (posició 1517 al rànquing mundial).

## Resultats destacats en competició
El 1984 fou campió juvenil de Catalunya. El 1999 fou Campió de Catalunya absolut per davant de Víctor Vehí. El 2007 fou subcampió de Catalunya amb 7 punts de 9, els mateixos punts que Cristhian Cruz Sánchez i Jorge A. González Rodríguez però amb millor desempat (el campió fou Víktor Moskalenko). El novembre del 2008 fou campió del II Obert Vila de Gràcia, amb els mateixos punts per millor desempat que el MI Alfonso Jerez Pérez i el MFJordi Escuder. El juliol del 2009 fou subcampió de l'Obert de Sant Martí amb 7 punts de 9, empatat amb el campió Alfonso Jerez Pérez.